# Rivers of Babylon
Rivers of Babylon é uma canção dos jamaicanos Brent Dowe e Trevor McNaughton, da banda The Melodians, gravada originalmente em 1969 e que ganhou projeção no filme de 1972 The Harder They Come, que lançou internacionalmente o cantor Jimmy Cliff e apresentou ao mundo a música reggae.
A versão em estilo discoteca de 1978 de Boney M. deu grande popularidade à canção.

## Letra
Sua letra remete ao Salmo 137 da Bíblia, que contém nove versículos e retrata o sofrimento do povo judeu no exílio babilônico.
Neste Salmo lê-se:
1. Junto aos rios de Babilônia, Ali nos assentamos, nos pusemos a chorar, Ao recordarmo-nos de Sião.
2. Nos salgueiros que há no meio dela, Penduramos as nossas harpas,
3. Pois ali os que nos levaram cativos, nos pediam canções, E os nossos atormentadores exigiam de nós alegria, dizendo: Cantai-nos das canções de Sião.
4. Como cantaremos a canção de Jeová Em terra de estrangeiros?

A canção diz, em duas de suas estrofes:
By the rivers of Babylon

There we sat down

And there we wept

When we remembered Zion.

When the wicked carried us away in captivity

Required from us a song

Now how shall we sing the Lord's song

In a strange land.

## Contexto
"Babilônia" assume, no contexto da canção, o sentido de opressão, falta de liberdade, seja ela de cunho político, cultural ou espiritual, e como tal empregado nos movimentos anti-racistas e anticoloniais, caso desta canção caribenha.
Na cultura estadunidense, onde a canção causou grande impacto, este salmo possui uma tradição de uso político, figurando no primeiro livro publicado naquele país, numa canção patriótica de William Billings quando da Independência, passando por discurso do abolicionista Frederick Douglass até ressurgir na canção de 1969 de The Melodians e então em muitas outras, em vários estilos (gospel, disco, country, etc.).
O filme que revelou a canção foi ainda o primeiro longa-metragem realizado na Jamaica, e o sucesso da obra projetou seu diretor, Perry Henzell. Por sua composição ainda na década de 1960 é considerada como "proto-reggae".

## Versão deBoney M.
— Liz Mitchell
A regravação feita em 1978 pelo grupo formado pelo cantor e compositor alemão Frank Farian Bonney M. alcançou o primeiro lugar nas paradas do Reino Unido com o single, onde apenas ali vendeu mais de dois milhões de cópias, permanecendo no topo das listas por cinco semanas. Embora formado por Marcia Barrett, Liz Mitchell, Maizie Williams e Bobby Farell, os vocais teriam sido feitos apenas por Mitchell e Farian que, por ser um alemão branco, preferiu não aparecer dado o estilo da música praticado pelo grupo.
O single continha ainda Brown Girl In The Ring, e passou ao todo quarenta semanas ranqueada no Reino Unido, sendo na época o segundo single mais vendido na história daquele país; em 2012 permanecia como o quinto single mais vendido na história britânica.
Essa versão de Boney M foi incluída na trilha sonora internacional da novela "Dancin' Days", de Gilberto Braga, exibida pela TV Globo entre 1978 e 1979.

## Impacto cultural
Já em 1978 o grupo britânico The Barron Knights gravou uma paródia da canção no álbum humorístico "A Taste Of Aggro", tornando-se o maior sucesso do grupo e atingindo o terceiro lugar nas paradas do Reino Unido.
Quando da visita do papa João Paulo II a Galway, na Irlanda, a canção foi entoada na sua recepção por uma multidão de cerca de duzentas e oitenta mil pessoas, a ponto de um jornal local registrar que "nunca 'By The Rivers of Babylon' foi cantada com tanto entusiasmo, ou por tantos."